# Almeno tu nell'universo
Almeno tu nell'universo è una canzone scritta da Bruno Lauzi e Maurizio Fabrizio nel 1972, interpretata e pubblicata nel 1989 da Mia Martini.

## Il brano
Almeno tu nell'universo fu scritto da Bruno Lauzi (testi) e Maurizio Fabrizio (musica) nel 1972 (nella stessa settimana di Piccolo uomo). Depositato soltanto nel 1979, rimase inedito a lungo, in quanto Lauzi desiderava che a cantarlo per prima fosse proprio Mimì. Nel 1989, quando la ricerca del punto di riferimento era divenuta una tematica più sentita rispetto ai decenni precedenti, la canzone fu infine ripescata e incisa da Mia Martini, che la presentò al Festival di Sanremo di quell'anno, ottenendo il Premio della Critica e una gran quantità di apprezzamenti da parte del pubblico. Nonostante ciò, si classificò solo in 9ª posizione.

## Il singolo
La canzone segnò il ritorno al successo di Mia Martini dopo un lungo periodo di ostracismo da parte del mondo dello spettacolo: grazie infatti all'interessamento di Adriano Aragozzini, direttore artistico del Festival di Sanremo 1989, la cantante riuscì a prendere parte alla manifestazione canora con questo brano.
Inizialmente, i dirigenti della Fonit Cetra proposero la canzone ad una allora sconosciuta Mietta. Ma la cantante pugliese, sua ammiratrice, rifiutò per far sì che la Martini ritornasse sulle scene, realizzatosi con il sostegno di Gianni Sanjust e Lucio Salvini, discografici che l'avevano seguita sin dagli esordi. Il brano era stato proposto, nello stesso periodo, anche a Paola Turci.
L'interpretazione del brano sul palco dell'Ariston valse alla cantante calabrese il premio della Critica ed un notevole successo di vendite, che pose fine al periodo più oscuro della sua carriera.
Almeno tu nell'universo fu pubblicata come singolo in occasione del Festival insieme a Spegni la testa, e successivamente inclusa nell'album Martini Mia....
Nel 2007 la canzone è stata scelta per la campagna pubblicitaria della Fiat Croma, risultando di conseguenza tra i titoli più scaricati nell'iTunes Store per molte settimane, assieme ad altre canzoni di Mia Martini (come Minuetto e Gli uomini non cambiano).
Nell'ottobre 2017 il brano ha ottenuto un nuovo disco d'oro per le vendite, mentre nel marzo 2021 è riuscito ad ottenere il disco di platino.

### Tracce
1. Almeno tu nell'universo - 5:02 - (B. Lauzi - M. Fabrizio)
2. Spegni la testa - 3:57 (Mia Martini)

## Classifiche
| Classifica (1989) | Posizione massima |
| ----------------- | ----------------- |
| Italia            | 4                 |

## Cover di Elisa
Il regista Gabriele Muccino chiese a Elisa di reinterpretare la canzone di Mia Martini per la colonna sonora del suo film Ricordati di me. La canzone fu pubblicata nella colonna sonora del film e come singolo il 14 febbraio del 2003 . Una versione acustica fu incisa per l'album Lotus, pubblicato nel novembre dello stesso anno. Successivamente il brano è stato incluso anche nella raccolta Soundtrack '96-'06.
Il singolo, la cui copertina fu illustrata dalla stessa Elisa, contiene anche la canzone Rock Your Soul tratta dall'album Then Comes the Sun e l'inedito acustico Lullaby.

### Il video
Per la canzone è stato girato un video musicale da Richard Lowenstein, prodotto da Fandango, che vede la cantautrice e i protagonisti del film Ricordati di me mentre cantano la canzone, oltre ad alcune scene del film. Il video è stato trasmesso in anteprima il 14 febbraio 2003 durante il programma televisivo Total Request Live su MTV.

### Tracce
1. Almeno tu nell'universo - 4:07 - (B. Lauzi - M. Fabrizio)
2. Rock Your Soul - 5:03 - (E. Toffoli)
3. Lullaby - 4:18 - (E. Toffoli)

### Classifiche

#### Classifiche settimanali
| Classifica (2003) | Posizione massima |
| ----------------- | ----------------- |
| Italia            | 1                 |

#### Classifiche annuali
| Classifica (2003) | Posizione |
| ----------------- | --------- |
| Italia            | 6         |

## Cover
- 1993: Vincenzo Thoma a Sanremo Giovani
- 1994: Thelma Houston versione inglese (Flame), testo di Bias Boshell, nell'album Thelma Houston inciso per il solo mercato italiano (Fonit Cetra – CDL 378)
- 1995: Mina in Pappa di latte
- 1997: Fiordaliso in Como te amaré
- 2003: Elisa nella colonna sonora di Ricordati di me
- 2006: Massimo Ranieri in Canto perché non so nuotare...da 40 anni
- 2007: Mafalda Minnozzi in Controvento
- 2007: Paolo Fresu in Rosso, Verde, Giallo e Blu
- 2008: Anna Tatangelo in Live Radio ItaliaTV Musicamore
- 2009: Fausto Leali in Una piccola parte di te
- 2009: Marco Mengoni in Dove si vola
- 2010: Gilda Giuliani in Canto Mimì
- 2013: Chiara Galiazzo durante il Festival di Sanremo
- 2019: Ignazio Boschetto de Il Volo durante il tour di Musica
- 2020: Tiziano Ferro in Accetto miracoli: l’esperienza degli altri e durante il settantesimo Festival di Sanremo
- 2023: Paolo Fresu nella colonna sonora di Conversazioni con altre donne

### Gli omaggi
Nell'ottobre del 1995, pochi mesi dopo la scomparsa della cantante calabrese, Mina ha reso omaggio a Mia Martini, incidendo una cover di Almeno tu nell'universo, pubblicata nel suo album Pappa di latte.
La canzone è stata riportata al successo nel 2003 dalla cantautrice Elisa, la quale ne ha inciso un'altra cover per la colonna sonora del film Ricordati di me di Gabriele Muccino; Elisa le ha poi reso nuovamente omaggio interpretandola come ospite durante il Festival di Sanremo 2007 e in duetto con Fiorella Mannoia durante il Festival di Sanremo 2010.
Durante il Festival di Sanremo 2012 anche Gigi D'Alessio, Loredana Bertè e Macy Gray interpretano il brano.
Il 26 ottobre 2012, durante la settima puntata del talent di Rai1, Tale e quale show, un'emozionata Mietta reinterpreta il brano, rifiutato ai suoi esordi, calandosi nelle vesti della stimata collega.
Durante il Festival di Sanremo 2013, Chiara omaggia il brano nella serata Sanremo Story.
Il 24 settembre 2017 la cantautrice Alice Paba omaggia la canzone durante la quinta edizione dell'evento musicale Buon Compleanno Mimì, al Teatro Nuovo di Milano.
Durante il Festival di Sanremo 2019, il brano viene cantato da Serena Rossi e Claudio Baglioni.
La canzone è omaggiata da Tiziano Ferro durante la prima serata del Festival di Sanremo 2020.
La canzone viene menzionata nel brano Fuorilegge, di Rose Villain, presentato al Festival di Sanremo 2025.